# Eleição presidencial no Uzbequistão em 1991
As eleições presidenciais foram realizadas pela primeira vez no Uzbequistão em 29 de dezembro de 1991. Seu resultado foi uma vitória para Islam Karimov, do Partido Democrático Popular do Uzbequistão, que venceu com 87,1% dos votos. A participação eleitoral foi de 94,2%.

## Resultados
| Candidato                            | Partido                              | Votos      | %      |
| ------------------------------------ | ------------------------------------ | ---------- | ------ |
| Islam Karimov                        | Partido Democrático Popular          | 8,514,136  | 87.10  |
| Muhammad Salih                       | Erk                                  | 1,220,474  | 12.50  |
| Contra todos                         | Contra todos                         | 36,525     | 0.30   |
| Total                                | Total                                | 9,771,135  | 100.00 |
|                                      |                                      |            |        |
| Votos válidos                        | Votos válidos                        | 9,771,135  | 98.69  |
| Votos inválidos/em branco            | Votos inválidos/em branco            | 129,823    | 1.31   |
| Total de votos                       | Total de votos                       | 9,900,958  | 100.00 |
| Eleitores registrados/comparecimento | Eleitores registrados/comparecimento | 10,515,066 | 94.16  |